# Michal Doležal (Skispringer)
Michal Doležal (* 11. März 1978 in Jablonec) ist ein ehemaliger tschechischer Skispringer und heutiger Skisprungtrainer. Von 2019 bis 2022 war er Cheftrainer der polnischen Nationalmannschaft.

## Werdegang

### Als Skispringer
Doležal startete bei der Skiflug-Weltmeisterschaft 1996 am Kulm, wo er 35. wurde, erstmals bei einem internationalen Sprungwettbewerb. Kurze Zeit später, Anfang März 1996, konnte er in Harrachov, ebenfalls bei einem Skifliegen, seine ersten Weltcuppunkte erringen. Danach trat er regelmäßig im Weltcup an. 1998 nahm er in Oberstdorf erneut an der Skiflug-WM teil, wo er wieder 35. wurde. Bei den darauf stattfindenden Olympischen Winterspielen 1998 in Nagano konnte er mit einem achten Platz auf der Großschanze sein erstes Resultat unter den besten Zehn bei einem internationalen Wettkampf aufstellen. Im Winter 1998/99 startete er nur bei wenigen Weltcups, nahm aber an der Nordischen Skiweltmeisterschaft 1999 in Ramsau teil. Im folgenden Winter 1999/2000 konnte er mehrfach Weltcuppunkte erzielen, wie etwa zwei zehnte Plätze bei den Vierschanzentourneespringen in Garmisch-Partenkirchen und Innsbruck. Mit einem 27. Rang in der Weltcupgesamtwertung war diese Saison rückblickend seine erfolgreichste. Bei der in Vikersund stattfindenden Skiflug-WM im Februar 2000 belegte er einen 32. Rang. Ebenfalls erfolgreich nahm er am Sommer-Grand-Prix 2000 teil und konnte am 12. August mit einem fünften Platz in Villach sein bestes Ergebnis bei einem erstklassigen Wettbewerb erzielen. In den folgenden Saisons wurden seine Leistungen zunehmend schlechter und er erreichte nur noch selten den zweiten Durchgang. Bei der Nordischen Skiweltmeisterschaft 2001 wurde er 38. auf der Normalschanze und verpasste auf der Großschanze als 31. den zweiten Durchgang nur knapp. Im November 2001 startete er in Kuusamo erstmals im zweitklassigen Continental Cup. Obwohl er weder dort noch bei den folgenden Weltcupspringen zu seiner Form fand, nahm er an den Olympischen Winterspielen 2002 in Salt Lake City teil. Dort konnte er sich auf der Großschanze nicht für den Wettkampf qualifizieren und belegte auf der Normalschanze mit dem 50. auch den letzten Platz. Danach trat Doležal zumeist im Continental-Cup an und wurde nur noch sporadisch bei Weltcup- und Grand-Prix-Wettbewerben eingesetzt. Dennoch wurde er für die Nordischen Skiweltmeisterschaften 2003 im Val di Fiemme berufen, wo er auf der Normalschanze den 39. Platz belegte. Bis zu seinem Karriereende 2007 nahm er weiterhin am Continental-Cup teil, konnte aber nur noch selten gute Ergebnisse erzielen.

### Als Skisprungtrainer
Am 24. März 2019 verkündete der Polnische Skiverband, dass Doležal Stefan Horngacher als Cheftrainer des polnischen Nationalkaders beerbt. Zuvor war er bereits drei Jahre lang als Assistenztrainer und Zuständiger für die Ausrüstung im polnischen A-Kader tätig. Im März 2022 gab Doležal bekannt, seinen Vertrag nicht zu verlängern und die polnische Mannschaft zu verlassen. Anfang Mai 2022 gab er bekannt, zur neuen Saison nach Deutschland, zurück ins Team von Horngacher, zu wechseln, in dessen Team er bereits bis 2019 in Polen als Co-Trainer tätig war. Seine Nachfolge in Polen trat Thomas Thurnbichler an.

## Statistik

### Weltcup-Platzierungen
| Saison  | Platz | Punkte |
| ------- | ----- | ------ |
| 1995/96 | 75.   | 013    |
| 1996/97 | 53.   | 053    |
| 1997/98 | 44.   | 064    |
| 1998/99 | 49.   | 046    |
| 1999/00 | 27.   | 220    |
| 2000/01 | 81.   | 001    |
| 2001/02 | 57.   | 020    |

### Grand-Prix-Platzierungen
| Saison | Platz | Punkte |
| ------ | ----- | ------ |
| 1997   | 48.   | 06     |
| 1999   | 36.   | 16     |
| 2000   | 31.   | 34     |
| 2001   | 23.   | 63     |
| 2002   | 57.   | 05     |

### Continental-Cup-Platzierungen
| Saison  | Platz | Punkte |
| ------- | ----- | ------ |
| 1994/95 | 127.  | 034    |
| 1995/96 | 127.  | 042    |
| 1996/97 | 079.  | 124    |
| 1997/98 | 127.  | 052    |
| 1998/99 | 127.  | 045    |
| 1999/00 | 127.  | 047    |
| 2000/01 | 034.  | 275    |
| 2001/02 | 084.  | 121    |
| 2002/03 | 139.  | 024    |
| 2003/04 | 088.  | 034    |
| 2004/05 | 152.  | 005    |
| 2005/06 | 056.  | 089    |